# Hyvinge flygfält
Hyvinge flygfält är en flygplats i Finland.   Den ligger i den ekonomiska regionen  Helsingfors  och landskapet Nyland, i den södra delen av landet, 50 km norr om huvudstaden Helsingfors. Hyvinge flygfält ligger 138 meter över havet.
Närmaste större samhälle är Hyvinge, 2,5 km söder om Hyvinge flygfält.